# Division 1 i ishockey för damer 2013/2014
Division 1 i ishockey 2013/2014 är Sveriges näst högsta serie i ishockey för damer och består av fyra regionala serier med totalt 22 lag (olika antal lag i varje serie).
De fyra seriesegrarna, samt ytterligare två lag från den östra gruppen, går vidare till Allettan. En förenings andralag får inte delta i Allettan.

## Tabeller

### Division 1 Södra
| Nr | Lag            | S  | V  | ÖV | ÖF | F  | GM  | IM  | MS   | P  |
| -- | -------------- | -- | -- | -- | -- | -- | --- | --- | ---- | -- |
| 1  | HV71           | 15 | 15 | 0  | 0  | 0  | 143 | 21  | +122 | 45 |
| 2  | IF Norrköping  | 15 | 10 | 0  | 0  | 5  | 115 | 72  | +43  | 30 |
| 3  | Karlskrona HK  | 15 | 9  | 0  | 0  | 6  | 55  | 58  | −3   | 27 |
| 4  | Hisingens IK   | 15 | 8  | 0  | 0  | 7  | 66  | 60  | +6   | 24 |
| 5  | Linköping HC 2 | 15 | 2  | 0  | 0  | 13 | 34  | 101 | −67  | 6  |
| 6  | Vårgårda HC    | 15 | 1  | 0  | 0  | 14 | 19  | 120 | −101 | 3  |

Tabelldata är hämtade från Svenska Ishockeyförbundet.

#### Division 1 Södra fortsättning
| Nr | Lag            | S | V | ÖV | ÖF | F | GM | IM | MS | P  |
| -- | -------------- | - | - | -- | -- | - | -- | -- | -- | -- |
| 1  | IF Norrköping  | 3 | 3 | 0  | 0  | 0 | 21 | 13 | +8 | 39 |
| 2  | Karlskrona HK  | 3 | 2 | 0  | 0  | 1 | 16 | 11 | +5 | 33 |
| 3  | Vårgårda HC    | 3 | 1 | 0  | 0  | 2 | 9  | 13 | −4 | 6  |
| 4  | Linköping HC 2 | 3 | 0 | 0  | 0  | 3 | 7  | 16 | −9 | 6  |

Tabelldata är hämtade från Svenska Ishockeyförbundet.

### Division 1 Västra
| Nr | Lag           | S  | V  | ÖV | ÖF | F  | GM | IM  | MS   | P  |
| -- | ------------- | -- | -- | -- | -- | -- | -- | --- | ---- | -- |
| 1  | Sandvikens IK | 16 | 10 | 1  | 2  | 3  | 63 | 30  | +33  | 34 |
| 2  | Skåre BK      | 16 | 11 | 0  | 0  | 5  | 86 | 34  | +52  | 33 |
| 3  | Leksands IF 2 | 16 | 8  | 2  | 1  | 5  | 52 | 33  | +19  | 29 |
| 4  | Nora HC       | 16 | 7  | 1  | 1  | 7  | 58 | 51  | +7   | 24 |
| 5  | Svegs IK      | 16 | 0  | 0  | 0  | 16 | 11 | 122 | −111 | 0  |

Tabelldata är hämtade från Svenska Ishockeyförbundet.

### Division 1 Östra
| Nr | Lag                      | S  | V  | ÖV | ÖF | F  | GM | IM  | MS  | P  |
| -- | ------------------------ | -- | -- | -- | -- | -- | -- | --- | --- | -- |
| 1  | Almtuna IS               | 18 | 13 | 1  | 0  | 4  | 93 | 33  | +60 | 41 |
| 2  | SDE HF                   | 18 | 11 | 2  | 1  | 4  | 65 | 29  | +36 | 38 |
| 3  | AIK 2 (B)                | 18 | 10 | 1  | 2  | 5  | 40 | 30  | +10 | 34 |
| 4  | Södertälje SK            | 18 | 7  | 1  | 3  | 7  | 51 | 48  | +3  | 26 |
| 5  | Haninge Anchors HC       | 18 | 7  | 2  | 1  | 8  | 59 | 69  | −10 | 26 |
| 6  | Eskilstuna Linden Hockey | 18 | 5  | 1  | 1  | 11 | 32 | 43  | −11 | 18 |
| 7  | IFK Tumba IK             | 18 | 1  | 1  | 1  | 15 | 27 | 115 | −88 | 6  |

Tabelldata är hämtade från Svenska Ishockeyförbundet.

#### Division 1 Östra fortsättning
| Nr | Lag                      | S | V | ÖV | ÖF | F | GM | IM | MS | P  |
| -- | ------------------------ | - | - | -- | -- | - | -- | -- | -- | -- |
| 1  | AIK 2                    | 6 | 3 | 1  | 1  | 1 | 16 | 13 | +3 | 12 |
| 2  | Eskilstuna Linden Hockey | 6 | 2 | 2  | 2  | 0 | 11 | 9  | +2 | 12 |
| 3  | Haninge Anchors HC       | 6 | 2 | 0  | 1  | 3 | 15 | 15 | 0  | 7  |
| 4  | IFK Tumba IK             | 6 | 1 | 1  | 0  | 4 | 18 | 23 | −5 | 5  |

Tabelldata är hämtade från Svenska Ishockeyförbundet.

### Division 1 Norra
| Nr | Lag           | S  | V  | ÖV | ÖF | F  | GM | IM  | MS  | P  |
| -- | ------------- | -- | -- | -- | -- | -- | -- | --- | --- | -- |
| 1  | Modo Hockey   | 12 | 11 | 0  | 1  | 0  | 88 | 12  | +76 | 34 |
| 2  | IF Björklöven | 12 | 7  | 0  | 1  | 4  | 51 | 15  | +36 | 22 |
| 3  | Clemensnäs HC | 12 | 5  | 0  | 0  | 7  | 35 | 48  | −13 | 15 |
| 4  | Luleå HF      | 12 | 0  | 0  | 0  | 12 | 8  | 107 | −99 | 0  |

Tabelldata är hämtade från Svenska Ishockeyförbundet.

## Allettan
De två främsta lagen går vidare till kval till Riksserien
| Nr | Lag           | S  | V | ÖV | ÖF | F | GM | IM | MS  | P  |
| -- | ------------- | -- | - | -- | -- | - | -- | -- | --- | -- |
| 1  | HV71          | 10 | 7 | 1  | 1  | 1 | 41 | 24 | +17 | 24 |
| 2  | SDE HF        | 10 | 6 | 2  | 0  | 2 | 26 | 13 | +13 | 22 |
| 3  | Almtuna IS    | 10 | 6 | 1  | 0  | 3 | 46 | 24 | +22 | 20 |
| 4  | IF Björklöven | 10 | 3 | 1  | 1  | 5 | 25 | 28 | −3  | 12 |
| 5  | Sandvikens IK | 10 | 2 | 0  | 3  | 5 | 18 | 33 | −15 | 9  |
| 6  | Södertälje SK | 10 | 1 | 0  | 0  | 9 | 12 | 46 | −34 | 3  |

Tabelldata är hämtade från Svenska Ishockeyförbundet.